# Puchar Polski w hokeju na lodzie 2017
Lotto Puchar Polski w hokeju na lodzie mężczyzn 2017 – 20. edycja rozgrywek o Puchar Polski, zorganizowana przez Polską Hokej Ligę. W turnieju finałowym wezmą udział cztery najlepsze kluby PHL po rozegraniu dwóch rund spotkań ligowych.
Obrońcą tytułu jest drużyna GKS Tychy, która w finale poprzedniej edycji pokonała ComArch Cracovię 3:0 i po raz siódmy w historii sięgnęła po to trofeum.

## Formuła
Rozgrywki Pucharu Polski zostaną przeprowadzone w oparciu o regulamin uchwalony przez PZHL. Rywalizacja podobnie jak w poprzednich edycjach będzie się składała się z dwóch etapów. Pierwszy pokrywał się będzie z rozgrywkami ligowymi Polskiej Hokej Ligi, gdzie jedenaście klubów rozegra dwie pełne rundy po 20 spotkań. Na podstawie miejsc w tabeli cztery pierwsze drużyny wywalczą awans do drugiego etapu tj. turnieju finałowego. Zespoły zostaną podzielone w następujące pary: 1 – 4 i 2 – 3. W finale zagrają zwycięzcy meczów półfinałowych. Nie zostanie rozegrany mecz o trzecie miejsce.
W drugim etapie w spotkaniach półfinałowych w przypadku remisu w regulaminowym czasie gry bezpośrednio po nim nastąpi dziesięciominutowa dogrywka po czterech hokeistów obu drużyn. Jeśli spotkanie nadal nie zostanie rozstrzygnięte, wówczas będzie przeprowadzana seria rzutów karnych w oparciu o przepisy PZHL. Podobnie w meczu finałowym z tym, że zamiast 10 minut zawodnicy rozegrają 20 minutową dogrywkę w pełnych składach. Jeśli dogrywka nie przyniesie rozstrzygnięcia wówczas zostanie przeprowadzona seria rzutów karnych, po pięć najazdów każdej z drużyn. Mecze w drugim etapie będą prowadzili czterej sędziowie, po dwóch głównych i liniowych. Spotkania półfinałowe i finał rozgrywek odbędą się 27 i 28 grudnia 2017 roku.

## Organizacja
Organizatorami turnieju finałowego Pucharu Polski są Polska Hokej Liga Sp. z o.o. oraz władze miasta Krakowa. Termin jego rozegrania został wyznaczony na 27–28 grudnia 2017. Pod koniec listopada ofertę na organizację turnieju złożył klub Tauron KH GKS Katowice. Początkowo organizacją imprezy zainteresowani byli również działacze GKS Tychy jednak nie złożyli aplikacji. Władze GKS we wniosku wskazały jako miejsce organizacji zawodów małą halę Spodka „Satelitę”. Ze względu na niewielką pojemność trybun zaistniał problem z wydzieleniem sektorów dla kibiców czterech uczestniczących drużyn, a tym samym z zapewnieniem wszystkim bezpieczeństwa. To z kolei spowodowało wydanie negatywnej opinii policji na organizację imprezy masowej na tym obiekcie. Pomimo podpisanego listu intencyjnego z władzami GKS-u Katowice PHL zrezygnował z organizacji turnieju w tym mieście i rozpoczął w tej sprawie negocjacje z przedstawicielami ComArch Cracovii. 14 grudnia na specjalnie zwołanej konferencji prasowej władze PHL ogłosiły, że rywalizacja o puchar polski odbędzie się w hali Cracovii przy ul. Siedleckiego 7. Ponadto poinformowano, że po raz pierwszy historii pozyskano sponsora głównego, a został nim Totalizator Sportowy. W związku z tym zmieniono nazwę rozgrywek na Lotto Puchar Polski.

Hokej jest dyscypliną, która rośnie w siłę. Wydaje mi się, że po piłce nożnej jest drugą najbardziej popularnym sportem w naszym kraju, więc nie mogło nas zabraknąć na rozgrywkach Pucharu Polski.

To wspaniała wiadomość dla wszystkich miłośników hokeja, że firma Lotto zaangażowała się w rozgrywki o Puchar Polski. Widać, że warto inwestować w hokej. Nie muszę przypominać, że ta dyscyplina rozwija się bardzo dynamicznie.

## Przed turniejem

### Uczestnicy
Do półfinałów zakwalifikowały się cztery najlepsze po dwóch rundach PHL drużyny: GKS Tychy, ComArch Cracovia, JKH GKS Jastrzębie i Tauron KH GKS Katowice. Cztery najlepsze kluby zostały wyłonione po rozegraniu 18 z 22 kolejek rundy zasadniczej.
Drużyną typowaną przez dziennikarzy do zwycięstwa w Pucharze Polski był zespół GKS-u Tychy. Tyszanie przed turniejem prowadzili w ligowej tabeli z przewagą 10 punktów nad drugą Cracovią. Klub ten jest również rekordzistą w liczbie zdobytych pucharów. Dotychczas triumfował siedmiokrotnie, a ostatni raz w zeszłym roku. Drugim faworytem był zespół mistrza Polski ComArch Cracovii. Krakowianie w finale tych rozgrywek wystąpili cztery razy, dwa razy wygrali i doznali dwóch porażek. Za każdym razem kiedy rywalem był zespół z Tychów, krakowianie przegrywali. Po raz piąty w turnieju finałowym wzięła udział drużyna JKH GKS Jastrzębie. Jastrzębianie tylko raz w 2012 roku awansowali do finału i wygrali go. Był to największy sukces w historii klubu. Ostatnim uczestnikiem był zespół Taurona KH GKS Katowice. Katowiczanie dwukrotnie wystąpili w finale tych rozgrywek. W 1970 roku zdobyli to trofeum pokonując Baildon Katowice, a w 2001 roku przegrali z GKS-em Tychy.
Tabela po dwóch rundach PHL
| Msc. | Zespół                        | M  | Pkt | W  | WPD | WPK | PPD | PPK | P  | G + | G – | +/−  |
| ---- | ----------------------------- | -- | --- | -- | --- | --- | --- | --- | -- | --- | --- | ---- |
| 1    | GKS Tychy                     | 20 | 54  | 16 | 1   | 1   | 0   | 2   | 0  | 104 | 39  | +65  |
| 2    | MKS ComArch Cracovia          | 20 | 48  | 15 | 0   | 1   | 0   | 1   | 3  | 102 | 42  | +60  |
| 3    | Tauron KH GKS Katowice        | 20 | 40  | 11 | 0   | 2   | 3   | 0   | 4  | 101 | 59  | +42  |
| 4    | JKH GKS Jastrzębie            | 20 | 39  | 11 | 1   | 1   | 1   | 1   | 5  | 72  | 44  | +28  |
| 5    | KH TatrySki Podhale Nowy Targ | 20 | 34  | 11 | 0   | 0   | 1   | 0   | 8  | 73  | 54  | +19  |
| 6    | MH Automatyka Gdańsk          | 20 | 30  | 9  | 0   | 1   | 1   | 0   | 9  | 64  | 77  | −13  |
| 7    | PGE Orlik Opole               | 20 | 27  | 6  | 3   | 1   | 0   | 1   | 9  | 64  | 54  | +10  |
| 8    | TMH Tempish Polonia Bytom     | 20 | 24  | 7  | 0   | 0   | 2   | 1   | 10 | 72  | 81  | −9   |
| 9    | TH Unia Oświęcim              | 20 | 23  | 6  | 2   | 0   | 0   | 1   | 11 | 69  | 76  | −7   |
| 10   | Naprzód Janów                 | 20 | 11  | 3  | 1   | 0   | 0   | 0   | 16 | 52  | 109 | −57  |
| 11   | SMS PZHL U20 Katowice         | 20 | 0   | 0  | 0   | 0   | 0   | 0   | 20 | 18  | 156 | −138 |

Legenda:

Msc. = lokata w tabeli, M = liczba rozegranych spotkań, Pkt = Liczba zdobytych punktów, W = Liczba meczów wygranych, WPD = Liczba meczów wygranych po dogrywce, WPK = Liczba meczów wygranych po karnych, PPD = Liczba meczów przegranych po dogrywce, PPK = Liczba meczów przegranych po karnych, P = Liczba meczów przegranych, G+ = Gole strzelone, G- = Gole stracone, +/− = Bilans bramkowy

    = Awans do turnieju finałowego Pucharu Polski

### Hala

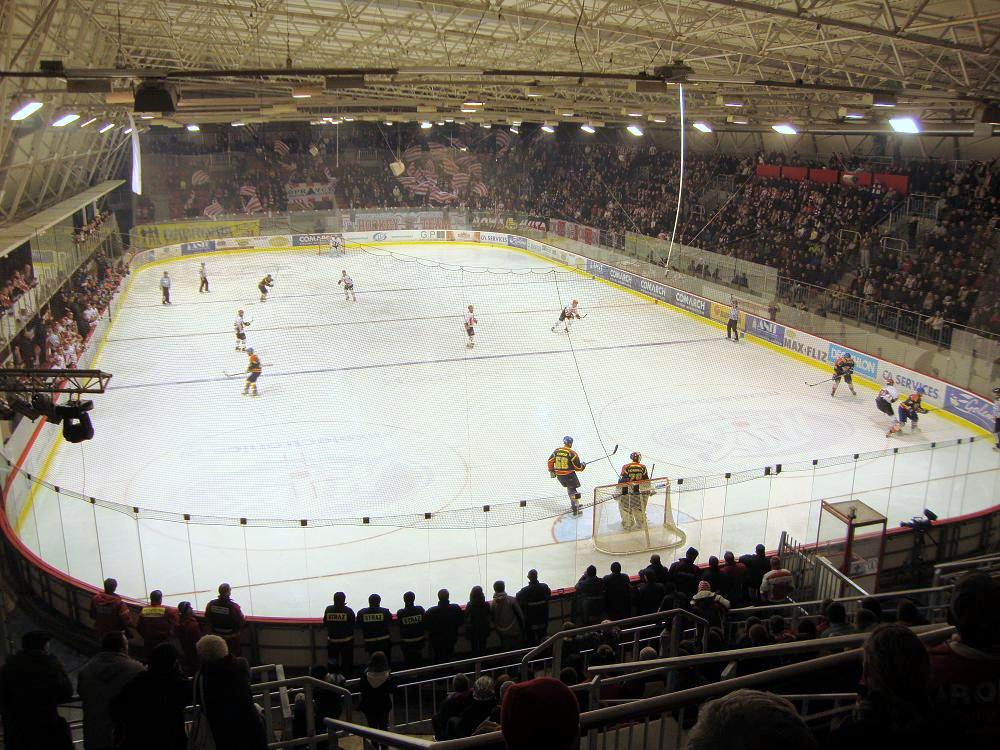
Lodowisko im. Adama „Rocha” Kowalskiego przy ul. Siedleckiego w Krakowie arena meczu o Puchar Polski

Spotkanie o Puchar Polski po raz pierwszy w historii odbyło się w hali im. Adama „Rocha” Kowalskiego przy ul. Siedleckiego w Krakowie. Obiekt ten początkowo jako sztuczne lodowisko został oficjalnie oddany do użytku 18 lutego 1961 roku, a społecznemu komitetowi budowy lodowiska przewodniczył wówczas hokeista Czesław Marchewczyk. W 1976 roku wokół płyty wybudowano halę. Do stycznia 2004 roku halą zarządzał Ośrodek Sportu i Rekreacji „Krakowianka”, następnie władze miasta Krakowa podpisały z MKS Cracovia SSA umowę na dzierżawę obiektu przez 30 lat. Przed zmianą zarządcy wykonano remont systemu chłodzącego zastępując instalację amoniakalną technologią glikolową. We wrześniu 2004 roku wymieniono bandy wykonane z bardziej odpornego szkła. W następnych latach przeprowadzono m.in. generalny remont konstrukcji dachu i ścian bocznych. W 2008 roku wybudowano szatnie i część trybun w tym miejsca dla mediów. Łączne nakłady na remont obiektu przy ul. Siedleckiego wyniosły ok. 11 milionów złotych. Tafla lodowiska ma wymiary 29x60 m, a trybuny mogą pomieścić 2514 widzów.

### Sędziowie

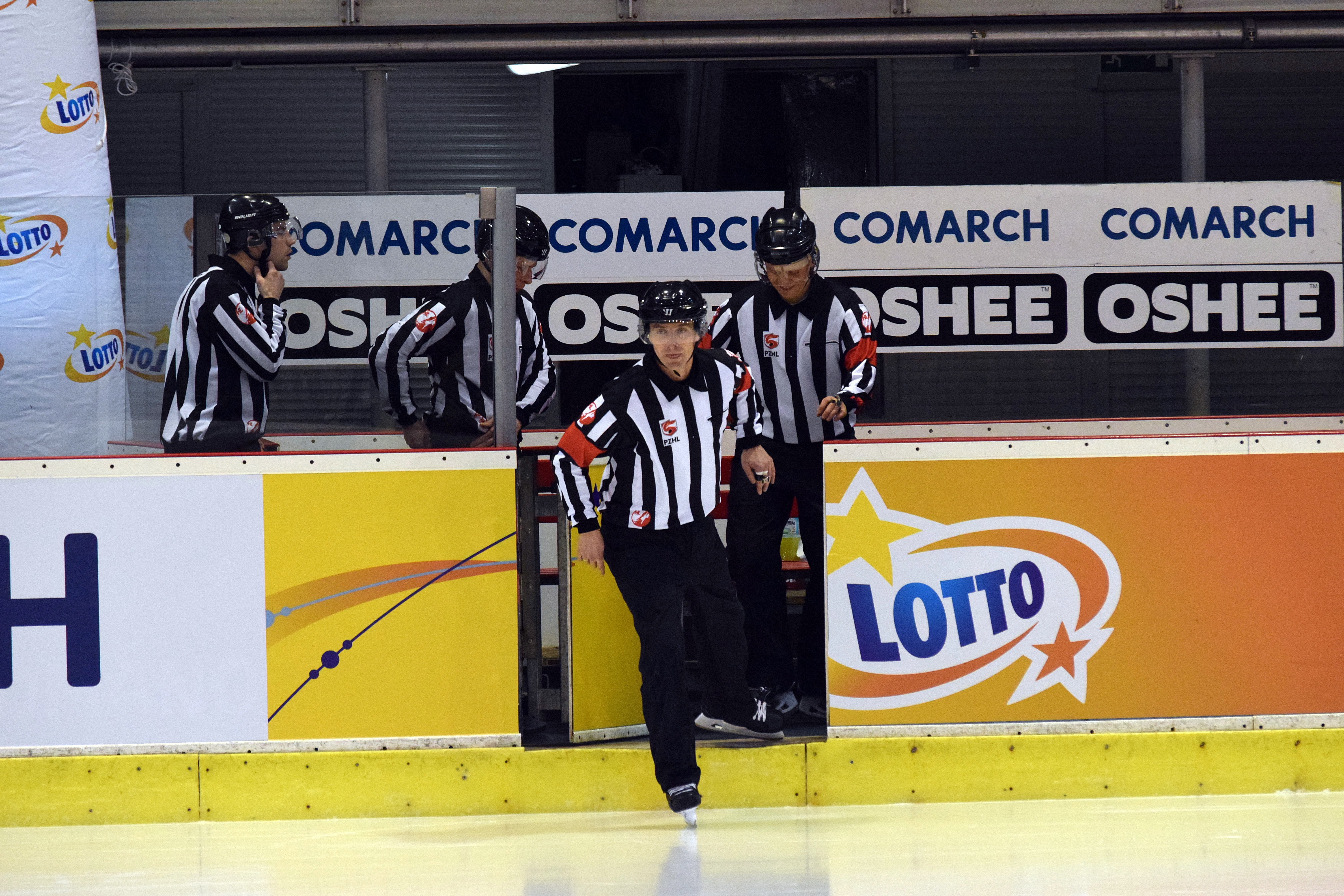
Sędziowie meczu półfinałowego pomiędzy GKS Tychy a JKH GKS Jastrzębie

Dwa tygodnie przed rozpoczęciem turnieju organizatorzy ogłosili obsadę sędziowską na spotkania półfinałowe. Arbitrzy meczu finałowego zostali wybrani przez szefa sędziów Jacka Rokickiego po rozegraniu półfinałów. Trzy spotkania sędziowało ośmiu sędziów, czterech głównych i czterech liniowych. W pierwszym meczu pomiędzy GKS Tychy, a JKH GKS Jastrzębie jako główni sędziowali Tomasz Radzik z Nowego Sącza i Przemysław Kępa z Nowego Targu. Na liniach pomagali im Rafał Noworyta i Paweł Kosidło z Opola. Funkcję obserwatora sprawował Jacek Rokicki. W drugim meczu pomiędzy ComArch Cracovią, a Tauronem KH GKS Katowice jako sędziowie główni wybrani zostali Paweł Meszyński z Warszawy i Maciej Pachucki z Gdańska. Funkcję liniowych pełnili Sławomir Szachniewicz i Wojciech Moszczyński obaj z Torunia. Rolę obserwatora podczas tego spotkania pełnił Grzegorz Porzycki. Po rozstrzygnięciu meczów półfinałowych została wybrana odsada sędziowska spotkania finałowego. Mecz jako sędziowie główni prowadzili Przemysław Kępa i Paweł Meszyński, a na liniach sędziowali Wojciech Moszczyński i Sławomir Szachniewicz.

### Bilety
Sprzedaż biletów na turniej finałowy w Krakowie ruszyła we wtorek 19 grudnia o godz. 14.00. Kibice mogli nabywać wejściówki za pomocą serwisu internetowego www.ebilet.pl. Bilety normalne na pojedyncze spotkanie kosztowały 15 złotych, natomiast ulgowe można było zakupić za 10 zł. Ulga dotyczyła osób uczących się (dzieci, młodzież, studenci), a także kobiet, emerytów i rencistów. Maksymalnie pięć biletów mogła kupić jedna osoba podając imiona, nazwiska i numery pesel uczestników. Zasada ta dotyczyła sprzedaży przez internet i w kasie lodowiska. Dzieci do lat 6 pod opieką pełnoletniego opiekuna posiadającego bilet miały wstęp wolny.

### Media i transmisje

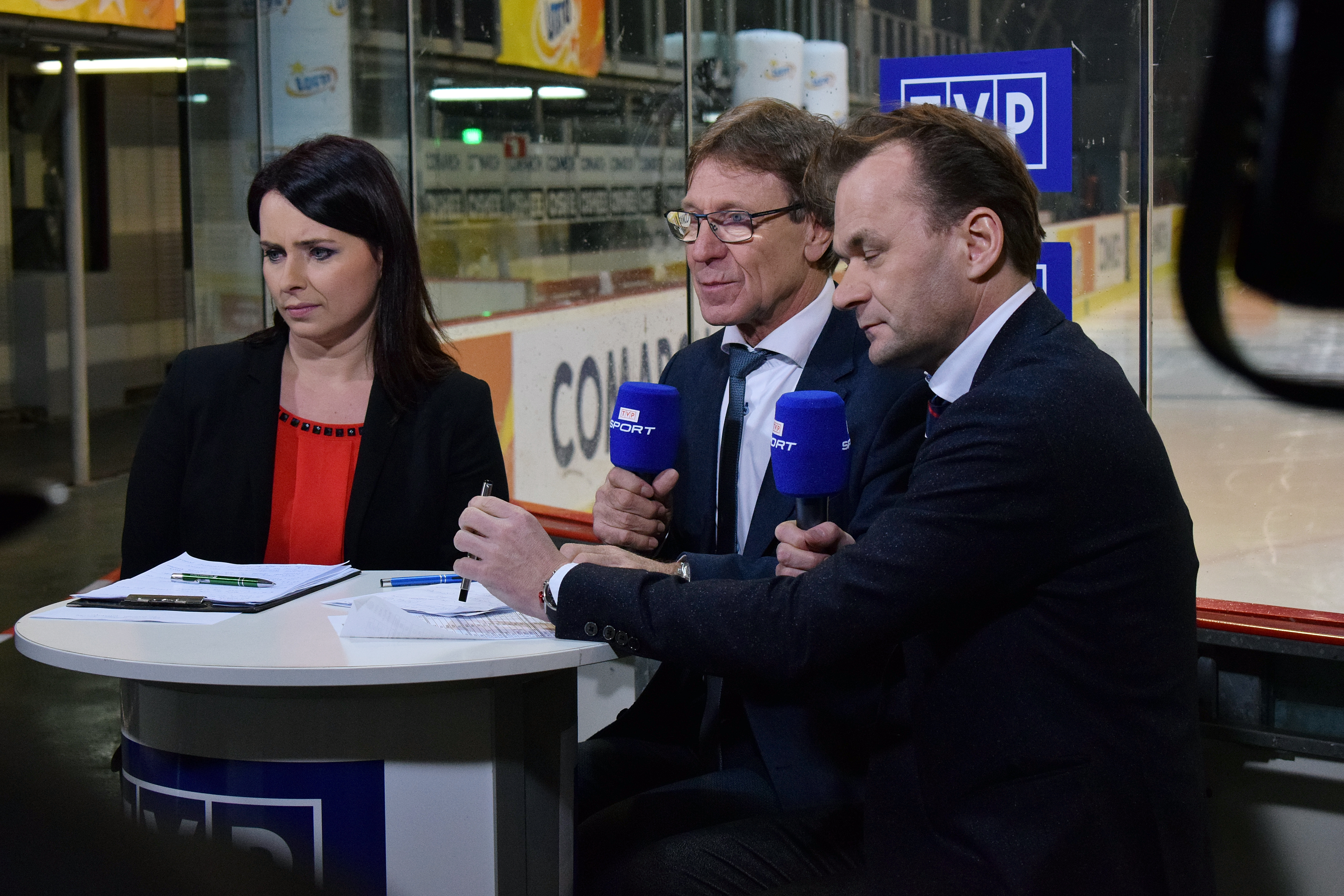
Studio podczas turnieju prowadziła Olga Rybicka wraz z Wiesławem Jobczykiem i Tomaszem Rutkowskim

Media i dziennikarze, którzy chcieli relacjonować wydarzenia z turnieju finałowego musieli uzyskać akredytację. Organizator umożliwił jej uzyskanie poprzez serwis www.accredito.com/pzhl. Wnioski były przyjmowane do 22 grudnia do godz. 12:00. Rolę rzecznika prasowego turnieju finałowego pełnił Grzegorz Leśniak. Akredytację na spotkania Pucharu Polski uzyskało 34 dziennikarzy, 30 fotoreporterów, 8 dziennikarzy radiowych oraz 5 dziennikarzy telewizyjnych, których stacje nie nabyły praw do pokazywania zawodów.
Prawa do pokazywania meczów Pucharu Polski w 2017 roku podobnie jak w ubiegłych latach nabyła stacja telewizyjna TVP Sport. Spotkania były również transmitowane w internecie na platformie sport.tvp.pl. Transmisje półfinałów rozpoczęły się 15 minut przed pierwszym gwizdkiem. Mecze poprzedziło studio, które prowadziła Olga Rybicka, wraz z szefem wyszkolenia w PZHL Tomaszem Rutkowskim i byłym reprezentantem Polski Wiesławem Jobczykiem. W roli eksperta wystąpił Roman Steblecki, którego przepytywał Maciej Adamiak. Spotkania komentował Stanisław Snopek wspólnie z byłym reprezentantem Polski Wojciechem Tkaczem. Wywiady w trakcie turnieju przeprowadzała Anna Kozińska. Obsada podczas meczu finałowego była taka sama jak podczas spotkań półfinałowych, a transmisja rozpoczęła się o godz. 17:10. Patronat mediowy nad turniejem poza stacją TVP Sport objęło Radio Eska. Impreza była rozgrywana pod patronatem Ministerstwa Sportu i Turystyki. Średnia oglądalność meczów półfinałowych na antenie TVP Sport wyniosła 45-50 tysięcy widzów. Spotkanie finałowe oglądało średnio 65 tysięcy widzów, natomiast dogrywka w punkcie kulminacyjnym przyniosła 178 tysięcy widzów.

## Składy
Do turnieju finałowego drużyna JKH GKS Jastrzębie przystąpiła w niepełnym składzie. W meczu ligowym z GKS Katowice poprzedzającym turniej kontuzji nabawił się napastnik Tomáš Komínek, który złamał rękę. W kadrze meczowej nie znaleźli się Oskar Prokop, Oskar Załucki, Maciej Balcerek, Kordian Chorążyczewski, Bartosz Bichta, Jakub Blanik i Kamil Kącki. Obrońcy trofeum do turnieju przystąpili w pełnym składzie. W kadrze meczowej nie znaleźli się dwaj reprezentanci Polski Mateusz Bepierszcz i Kacper Guzik. W Tychach został również trzeci bramkarz Jakub Zawalski. W zespole GKS-u Katowice z powodu naderwania mięśnia dwugłowego nie wystąpił Mikołaj Łopuski. Do kadry meczowej nie zmieścili się Kamil Berggruen, Arkadiusz Nowak i Mateusz Zieliński. Tydzień przed turniejem klub wzmocniło dwóch młodych napastników. Bracia bliźniacy Maciej i Michał Rybakowie zostali wypożyczeni z MH Automatyki Gdańsk. Drużyna mistrza Polski ComArch Cracovii przystępowała do turnieju w najsilniejszym składzie. Poza kadrą meczową znaleźli się Robert Kowalówka, Damian Szurowski, Antoni Dziurdzia, Damian Słaboń i Eryk Sztwiertnia.

### MKS ComArch Cracovia
| SKŁAD             | SKŁAD | SKŁAD                   | SKŁAD          | SKŁAD        | SKŁAD                   | SKŁAD |
| Lp.               | Nr    | Zawodnik                | Data urodzenia | Wzrost/waga  | Wychowanek              |       |
| ----------------- | ----- | ----------------------- | -------------- | ------------ | ----------------------- | ----- |
| BRAMKARZE         |       |                         |                |              |                         |       |
| 1.                | 53.   | Robert Kowalówka        | 1993-12-14     | 180 cm/78 kg | Unia Oświęcim           |       |
| 2.                | 1.    | Michael Łuba            | 1995-03-12     | 181 cm/79 kg | ?                       |       |
| 3.                | 31.   | Rafał Radziszewski      | 1981-07-10     | 177 cm/86 kg | Podhale Nowy Targ       |       |
| OBROŃCY           |       |                         |                |              |                         |       |
| 4.                | 14.   | Bartosz Dąbkowski       | 1985-02-07     | 185 cm/95 kg | TKH Toruń               |       |
| 5.                | 29.   | Rafał Dutka             | 1985-08-14     | 179 cm/84 kg | Podhale Nowy Targ       |       |
| 6.                | 26.   | Maciej Kruczek (C)      | 1988-01-26     | 186 cm/80 kg | KTH Krynica             |       |
| 7.                | 88.   | Peter Novajovský        | 1989-09-27     | 184 cm/85 kg | ?                       |       |
| 8.                | 55.   | Patryk Noworyta         | 1983-07-04     | 181 cm/86 kg | Unia Oświęcim           |       |
| 9.                | 97.   | Mateusz Rompkowski      | 1986-05-08     | 184 cm/85 kg | GKS Stoczniowiec Gdańsk |       |
| 10.               | 4.    | Damian Szurowski        | 1994-03-04     | 184 cm/83 kg |                         |       |
| 11.               | 8.    | Patryk Wajda            | 1988-05-20     | 181 cm/86 kg | MMKS Nowy Targ          |       |
| 12.               | 7.    | Lukáš Zíb               | 1977-02-24     | 186 cm/97 kg | HC Czeskie Budziejowice |       |
| NAPASTNICY        |       |                         |                |              |                         |       |
| 13.               | 13.   | Kasper Bryniczka        | 1990-04-15     | 178 cm/84 kg | Podhale Nowy Targ       |       |
| 14.               | 77.   | Teddy Da Costa          | 1986-02-17     | 179 cm/83 kg | ?                       |       |
| 15.               | 20.   | Adam Domogała           | 1993-04-03     | 189 cm/68 kg | GKS Katowice            |       |
| 16.               | 84.   | Filip Drzewiecki        | 1984-05-01     | 177 cm/83 kg | GKS Stoczniowiec Gdańsk |       |
| 17.               | 61.   | Krystian Dziubiński (A) | 1988-05-28     | 181 cm/88 kg | MMKS Nowy Targ          |       |
| 18.               | 19.   | Antoni Dziurdzia        | 2000-04-12     | ? cm/? kg    | ?                       |       |
| 19.               | 47.   | Petr Kalus              | 1987-06-29     | 186 cm/96 kg | ?                       |       |
| 20.               | 95.   | Damian Kapica           | 1992-07-18     | 176 cm/75 kg | MMKS Nowy Targ          |       |
| 21.               | 99.   | Oliver Paczkowski       | 1995-01-05     | 188 cm/83 kg | ?                       |       |
| 22.               | 91.   | Petr Šinágl             | 1982-02-18     | 176 cm/82 kg | HC Energie Karlowe Wary |       |
| 23.               | 9.    | Damian Słaboń           | 1979-01-28     | 178 cm/80 kg | GKS Tychy               |       |
| 24.               | 74.   | Tomáš Sýkora            | 1990-07-04     | 190 cm/94 kg | HC 05 Banská Bystrica   |       |
| 25.               | 23.   | Eryk Sztwiertnia        | 1997-11-16     | 187 cm/86 kg |                         |       |
| 26.               | 92.   | Maciej Urbanowicz (A)   | 1986-07-12     | 183 cm/89 kg | GKS Stoczniowiec Gdańsk |       |
| 27.               | 15.   | Paweł Zygmunt           | 1999-11-19     | 190 cm/90 kg | ?                       |       |
| Sztab szkoleniowy |       |                         |                |              |                         |       |
| –                 | TR    | Rudolf Roháček          | 1963-03-25     | I trener     |                         |       |
| –                 | TR    | Dominik Salamon         | 1970-10-29     | II trener    |                         |       |

### GKS Tychy
| SKŁAD             | SKŁAD | SKŁAD                  | SKŁAD          | SKŁAD        | SKŁAD                   | SKŁAD | SKŁAD |
| Lp.               | Nr    | Zawodnik               | Data urodzenia | Wzrost/waga  | Wychowanek              |       |       |
| ----------------- | ----- | ---------------------- | -------------- | ------------ | ----------------------- | ----- | ----- |
| BRAMKARZE         |       |                        |                |              |                         |       |       |
| 1.                | 18.   | Kamil Lewartowski      | 1998-02-06     | 182 cm/75 kg | MOSM Tychy              |       |       |
| 2.                | 31.   | John Murray            | 1987-07-04     | 184 cm/89 kg |                         |       |       |
| 3.                | 30.   | Jakub Zawalski         | 1999-01-15     | 194 cm/93 kg |                         |       |       |
| OBROŃCY           |       |                        |                |              |                         |       |       |
| 4.                | 65.   | Mateusz Bryk           | 1989-08-24     | 185 cm/80 kg | JKH GKS Jastrzębie      |       |       |
| 5.                | 6.    | Bartosz Ciura          | 1992-11-20     | 186 cm/87 kg | UKH Dębica              |       |       |
| 6.                | 20.   | Remigiusz Gazda        | 1995-08-19     | 179 cm/79 kg | MKS Sokoły Toruń        |       |       |
| 7.                | 17.   | Kamil Górny            | 1989-09-20     | 182 cm/80 kg | JKH GKS Jastrzębie      |       |       |
| 8.                | 70.   | Ilja Kaznadziej        | 1989-06-22     | 190 cm/99 kg |                         |       |       |
| 9.                | 33.   | Michael Kolarz         | 1987-01-12     | 182 cm/88 kg |                         |       |       |
| 10.               | 87.   | Michał Kotlorz (C)     | 1987-05-12     | 179 cm/87 kg | wychowanek              |       |       |
| 11.               | 67.   | Bartłomiej Pociecha    | 1992-03-22     | 186 cm/85 kg | KTH Krynica             |       |       |
| NAPASTNICY        |       |                        |                |              |                         |       |       |
| 12.               | 3.    | Adam Bagiński (A)      | 1980-03-17     | 184 cm/82 kg | GKS Stoczniowiec Gdańsk |       |       |
| 13.               | 77.   | Mateusz Bepierszcz     | 1991-05-19     | 188 cm/86 kg | KH Legia Warszawa       |       |       |
| 14.               | 78.   | Michael Cichy          | 1990-07-08     | 180 cm/85 kg |                         |       |       |
| 15.               | 24.   | Radosław Galant        | 1990-11-10     | 190 cm/88 kg | KTH Krynica             |       |       |
| 16.               | 11.   | Mateusz Gościński      | 1997-07-23     | 188 cm/76 kg |                         |       |       |
| 17.               | 26.   | Kacper Guzik           | 1993-04-06     | 182 cm/89 kg |                         |       |       |
| 18.               | 91.   | Bartłomiej Jeziorski   | 1998-04-22     | 189 cm/75 kg | MOSM Tychy              |       |       |
| 19.               | 10.   | Kamil Kalinowski       | 1992-04-11     | 175 cm/77 kg | MKS Sokoły Toruń        |       |       |
| 20.               | 68.   | Patryk Kogut           | 1991-10-19     | 187 cm/94 kg | Naprzód Janów           |       |       |
| 21.               | 74.   | Krystofer Kolanos      | 1991-10-19     | 187 cm/94 kg | Naprzód Janów           |       |       |
| 22.               | 5.    | Filip Komorski         | 1981-07-27     | 191 cm/93 kg | ?                       |       |       |
| 23.               | 13.   | Jarosław Rzeszutko (A) | 1986-10-17     | 183 cm/80 kg | GKS Stoczniowiec Gdańsk |       |       |
| 24.               | 8.    | Alexander Szczechura   | 1990-05-01     | 175 cm/82 kg |                         |       |       |
| 25.               | 66.   | Jakub Witecki          | 1990-07-21     | 187 cm/83 kg | KTH Krynica             |       |       |
| 26.               | 14.   | Michał Woźnica         | 1983-05-10     | 178 cm/80 kg | MOSM Tychy              |       |       |
| Sztab szkoleniowy |       |                        |                |              |                         |       |       |
| –                 | TR    | Andrej Husau           | 1969-11-16     | I trener     |                         |       |       |
| –                 | TR    | Krzysztof Majkowski    | 1978-04-04     | II trener    |                         |       |       |
| –                 | TR    | Siarhiej Szapiaciuk    | 1978-03-13     | II trener    |                         |       |       |
| –                 | TR    | Arkadiusz Sobecki      | 1980-01-15     | II trener    |                         |       |       |

### JKH GKS Jastrzębie
| SKŁAD             | SKŁAD | SKŁAD                  | SKŁAD          | SKŁAD         | SKŁAD            | SKŁAD | SKŁAD |
| Lp.               | Nr    | Zawodnik               | Data urodzenia | Wzrost/waga   | Wychowanek       |       |       |
| ----------------- | ----- | ---------------------- | -------------- | ------------- | ---------------- | ----- | ----- |
| BRAMKARZE         |       |                        |                |               |                  |       |       |
| 1.                | 66.   | Tomáš Fučík            | 1994-03-17     | 189 cm/91 kg  | ?                |       |       |
| 2.                | 31.   | Oskar Prokop           | 1999-03-05     | 180 cm/75 kg  | ?                |       |       |
| 3.                | 90.   | Ondřej Raszka          | 1990-03-04     | 192 cm/103 kg | ?                |       |       |
| 4.                | 90.   | Oskar Załucki          | 1999-12-04     | 182 cm/94 kg  | ?                |       |       |
| OBROŃCY           |       |                        |                |               |                  |       |       |
| 5.                | 77.   | Maciej Balcerek        | 1997-07-22     | 184 cm/81 kg  | ?                |       |       |
| 6.                | 86.   | Tobiasz Bigos (A)      | 1986-02-14     | 180 cm/82 kg  | wychowanek       |       |       |
| 7.                | 65.   | Kordian Chorążyczewski | 1997-10-28     | 175 cm/77 kg  | ?                |       |       |
| 8.                | 94.   | Jakub Gimiński         | 1994-01-29     | 178 cm/74 kg  | MKS Sokoły Toruń |       |       |
| 9.                | 92.   | Jan Homer              | 1980-12-11     | 185 cm/95 kg  | ?                |       |       |
| 10.               | 27.   | Ivan Jankovič          | 1990-05-15     | 182 cm/102 kg | ?                |       |       |
| 11.               | 6.    | Jakub Kubeš            | 1996-10-19     | 193 cm/100 kg | HC Kladno        |       |       |
| 12.               | 24.   | Vladimír Lukáčik       | 1993-03-24     | 181 cm/90 kg  | ?                |       |       |
| 13.               | 5.    | Jakub Michałowski      | 1998-04-19     | 188 cm/84 kg  | ?                |       |       |
| NAPASTNICY        |       |                        |                |               |                  |       |       |
| 14.               | 23.   | Bartosz Bichta         | 1997-06-24     | 185 cm/86 kg  | ?                |       |       |
| 15.               | 71.   | Jakub Blanik           | 2001-03-17     | 167cm/63 kg   | ?                |       |       |
| 16.               | 18.   | Richard Bordowski      | 1982-06-20     | 183 cm/98 kg  | ?                |       |       |
| 17.               | 21.   | Krzysztof Bryk         | 1997-01-24     | 190 cm/82 kg  | ?                |       |       |
| 18.               | 47.   | Dominik Jarosz         | 1998-10-16     | 187 cm/81 kg  | ?                |       |       |
| 19.               | 61.   | Kamil Kącki            | 1997-09-19     | 178 cm/85 kg  | ?                |       |       |
| 20.               | 41.   | Tomáš Komínek          | 1991-01-01     | 178 cm/82 kg  | ?                |       |       |
| 21.               | 10.   | Tomasz Kulas           | 1984-05-01     | 179 cm/79 kg  | wychowanek       |       |       |
| 22.               | 81.   | Leszek Laszkiewicz (A) | 1978-08-11     | 186 cm/89 kg  | wychowanek       |       |       |
| 23.               | 29.   | Patryk Matusik         | 1996-07-01     | 185 cm/91 kg  | wychowanek       |       |       |
| 24.               | 20.   | Łukasz Nalewajka (C)   | 1993-11-30     | 173 cm/80 kg  | wychowanek       |       |       |
| 25.               | 22.   | Radosław Nalewajka     | 1993-11-30     | 169 cm/74 kg  | wychowanek       |       |       |
| 26.               | 14.   | Dominik Paś            | 1999-09-21     | 175 cm/68 kg  | ?                |       |       |
| 27.               | 17.   | Patryk Pelaczyk        | 1998-09-05     | 195 cm/105 kg | ?                |       |       |
| 28.               | 19.   | Kamil Świerski         | 1995-05-07     | 185 cm/76 kg  | KH Sanok         |       |       |
| 29.               | 8.    | Martin Vozdecký        | 1978-05-11     | 180 cm/87 kg  | ?                |       |       |
| 30.               | 15.   | Kamil Wróbel           | 1997-02-20     | 184 cm/82 kg  | ?                |       |       |
| Sztab szkoleniowy |       |                        |                |               |                  |       |       |
| –                 | TR    | Róbert Kaláber         | 1969-10-08     | I trener      |                  |       |       |
| –                 | TR    | Rafał Bernacki         | 1981-05-05     | II trener     |                  |       |       |

### Tauron KH GKS Katowice
| SKŁAD             | SKŁAD | SKŁAD              | SKŁAD          | SKŁAD        | SKŁAD                   | SKŁAD | SKŁAD |
| Lp.               | Nr    | Zawodnik           | Data urodzenia | Wzrost/waga  | Wychowanek              |       |       |
| ----------------- | ----- | ------------------ | -------------- | ------------ | ----------------------- | ----- | ----- |
| BRAMKARZE         |       |                    |                |              |                         |       |       |
| 1.                | 41.   | Kamil Berggruen    | 1996-07-09     | 183 cm/88 kg | ?                       |       |       |
| 2.                | 31.   | Kamil Kosowski     | 1987-02-17     | 182 cm/82 kg | ?                       |       |       |
| 3.                | 51.   | Mateusz Studziński | 1997-04-25     | 184 cm/84 kg | ?                       |       |       |
| OBROŃCY           |       |                    |                |              |                         |       |       |
| 4.                | 24.   | Martin Čakajík     | 1979-12-12     | 178 cm/86 kg | ?                       |       |       |
| 5.                | 19.   | Dušan Devečka      | 1980-06-19     | 180 cm/85 kg | ?                       |       |       |
| 6.                | 27.   | Jakub Grof         | 1981-05-16     | 179 cm/81 kg | ?                       |       |       |
| 7.                | 4.    | Oskar Krawczyk     | 1995-04-25     | 185 cm/83 kg | ?                       |       |       |
| 8.                | 2.    | Lukáš Martinka     | 1986-10-28     | 181 cm/90 kg | ?                       |       |       |
| 9.                | 19.   | Arkadiusz Nowak    | 1997-10-17     | 185 cm/85 kg | ?                       |       |       |
| 10.               | 23.   | Bogusław Rąpała    | 1981-12-11     | 176 cm/87 kg | ?                       |       |       |
| 11.               | 5.    | Jakub Wanacki      | 1991-03-12     | 192 cm/90 kg | ?                       |       |       |
| 11.               | 65.   | Mateusz Zieliński  | 1998-02-01     | 182 cm/82 kg | ?                       |       |       |
| NAPASTNICY        |       |                    |                |              |                         |       |       |
| 12.               | 15.   | Denis Dalidowicz   | 1993-05-28     | 187 cm/91 kg | ?                       |       |       |
| 13.               | 17.   | Bartosz Fraszko    | 1995-10-26     | 181 cm/84 kg | ?                       |       |       |
| 14.               | 8.    | Patryk Krężołek    | 1998-09-14     | 185 cm/80 kg | ?                       |       |       |
| 15.               | 28.   | Mikołaj Łopuski    | 1985-12-24     | 187 cm/93 kg | GKS Stoczniowiec Gdańsk |       |       |
| 16.               | 10.   | Dawid Majoch       | 1993-09-03     | 178 cm/79 kg | ?                       |       |       |
| 17.               | 89.   | Tomasz Malasiński  | 1986-08-23     | 184 cm/88 kg | ?                       |       |       |
| 18.               | 98.   | Dominik Nahunko    | 1995-08-01     | 180 cm/82 kg | ?                       |       |       |
| 19.               | 11.   | Jesse Rohtla       | 1988-03-08     | 174 cm/78 kg | Pelicans Lahti          |       |       |
| 20.               | 14.   | Maciej Rybak       | 1998-03-14     | 180 cm/65 kg | ?                       |       |       |
| 21.               | 18.   | Michał Rybak       | 1998-03-14     | 180 cm/65 kg | ?                       |       |       |
| 22.               | 13.   | Radosław Sawicki   | 1995-09-08     | 180 cm/82 kg | ?                       |       |       |
| 23.               | 80.   | Marek Strzyżowski  | 1989-01-01     | 176 cm/87 kg | ?                       |       |       |
| 24.               | 88.   | Andrej Themár      | 1988-06-28     | 176 cm/85 kg | ?                       |       |       |
| 25.               | 95.   | Patryk Wronka      | 1995-08-28     | 170 cm/71 kg | ?                       |       |       |
| Sztab szkoleniowy |       |                    |                |              |                         |       |       |
| –                 | TR    | Tom Coolen         | 1953-11-20     | I trener     |                         |       |       |
| –                 | TR    | Piotr Sarnik       | 1977-02-15     | II trener    |                         |       |       |

## Przebieg turnieju

### Pierwszy półfinał

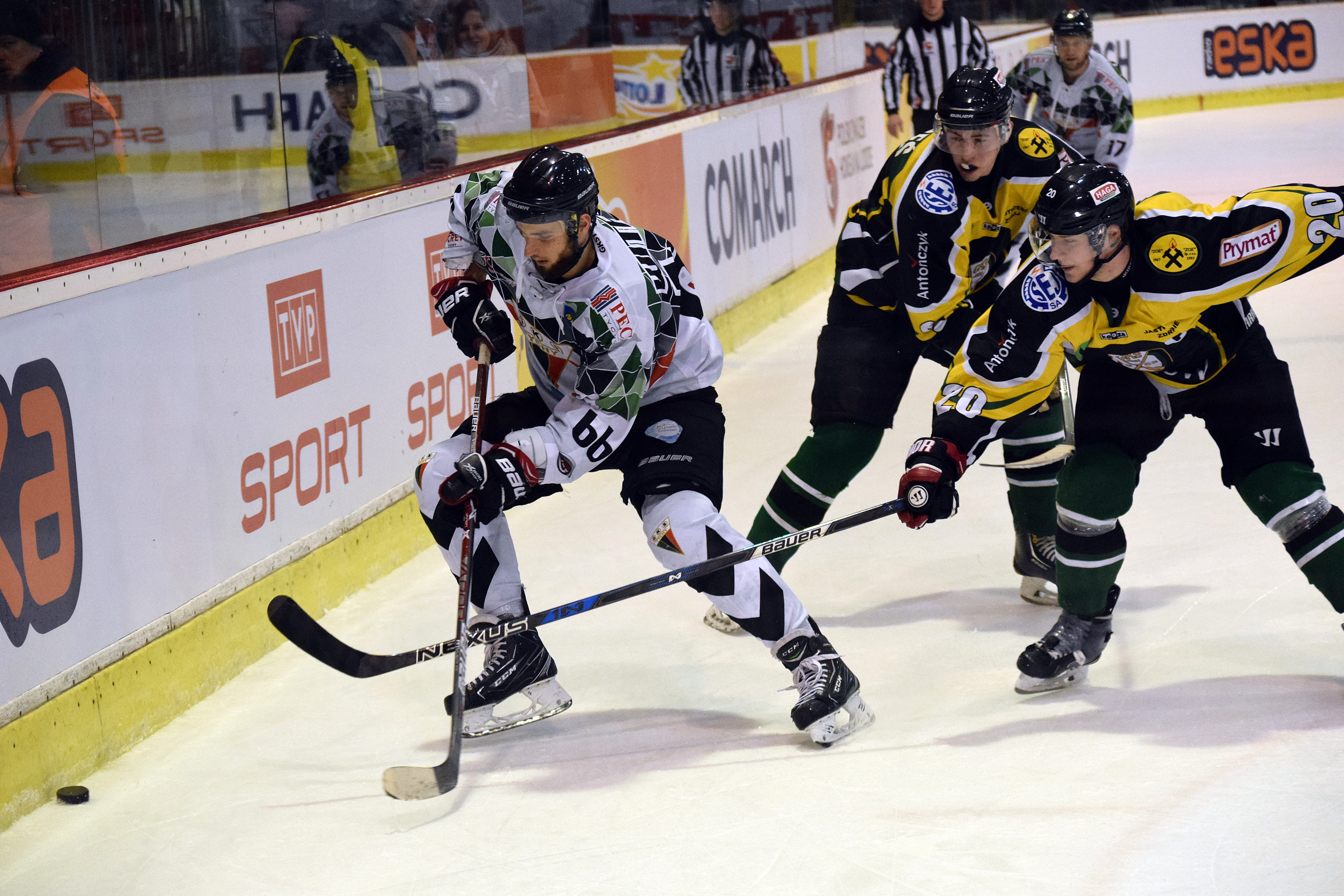
Spotkanie półfinałowe pomiędzy GKS Tychy a JKH GKS Jastrzębie

W pierwszym spotkaniu półfinałowym rywalizowały drużyny GKS-u Tychy z JKH GKS Jastrzębie. Faworytem tego meczu byli tyszanie. Podopieczni białoruskiego trenera Andreja Husaua, przed turniejem zajmowali pierwsze miejsce w tabeli ligowej z przewagą 16 punktów nad jastrzębianami. W lidze obie drużyny mierzyły się ze sobą dwukrotnie. Obydwa mecze wygrali tyszanie 4:1 na wyjeździe i 3:0 na własnym lodowisku. W rozgrywkach Pucharu Polski kluby te rywalizowały ze sobą siedmiokrotnie, z czego sześciokrotnie wygrywali tyszanie. Trzy razy mecze te były rozgrywane na poziomie półfinału rozgrywek. W 2009 roku GKS wygrał 4:2, a w 2014 roku 6:1. W 2012 roku jedyny raz zwyciężyła drużyna JKH, która po dogrywce pokonała tyszan 4:3, a zwycięskiego gola zdobył Adrian Labryga.
Spotkanie rozpoczęło się o godz. 16:30. Prowadzili je Przemysław Kępa i Tomasz Radzik. Pierwszą akcję przeprowadzili zawodnicy GKS-u Tychy, a strzał Jakuba Witeckiego obronił Tomáš Fučík. W 58 sekundzie błąd popełnili tyszanie i otrzymali karę techniczną za nadmierną liczbę graczy na lodzie. W boksie kar usiadł Jarosław Rzeszutko. Jastrzębianie wygrali wznowienie i założyli hokejowy zamek. Leszek Laszkiewicz i Martin Vozdecký wymienili między sobą kilka podań, po czym Laszkiewicz podał krążek wzdłuż lodowiska do niepilnowanego Richarda Bordowskiego. Czeski napastnik przyjął podanie i z okolicy bulika strzelił tuż przy słupku dając prowadzenie drużynie JKH. Po straconej bramce drużyna z Tychów stworzyła dwie okazje do zdobycia bramki grając w przewadze, jednak Fučík obronił strzały Krysa Kolanosa i Michaela Cichego. W 12 minucie jastrzębianie podwyższyli prowadzenie. Na środku lodowiska krążek przejął napastnik tyszan Patryk Kogut i źle podał do Filipa Komorskiego. Podanie przeciął Vozdecký, wjechał do tercji GKS-u i uderzeniem w długi róg pokonał Johna Murraya. Po zdobyciu drugiej bramki mecz się wyrównał. W 14 minucie za zahaczanie na ławkę kar został odesłany zawodnik JKH Kamil Świerski. Grający w przewadze tyszanie wypracowali jedną dobrą sytuację, ale strzał Alexa Szczechury obronił bramkarz. Do końca pierwszej części gry żadna z drużyn nie stworzyła już żadnej dobrej sytuacji.
Druga część gry zaczęła się od kary Kamila Kalinowskiego, który za uderzenie kijem Dominika Pasia otrzymał 2 minuty. Jastrzębianie w tym czasie przeprowadzili jedną składną akcję zakończoną strzałem Bordowskiego, który obronił Murray. W 25 minucie dwójkową akcję przeprowadzili Cichy z Kolanosem, a strzał tego drugiego obronił Fučík. Minutę później dobrą akcję przeprowadził Witecki, ale wynik się nie zmienił. W 27 minucie sytuacji po dwójkowej akcji nie wykorzystał Bordkowski, którego strzał obronił Murray. Kilkanaście sekund później za uderzenie wysokim kijem Michaela Kolarza na ławkę kar trafił Krzysztof Bryk. Grający w przewadze hokeiści z Tychów przez pierwszą minutę nie stworzyli żadnej sytuacji. W 29 minucie założyli hokejowy zamek. Kalinowski podał na linię niebieską do białoruskiego obrońcy Ilji Kaznadzieja, który od razu uderzył na bramkę Fučíka. Bramkarz JKH odbił krążek wprost pod nogi Witeckiego, który przyjął go, a następnie strzelił między jego parkanami zdobywając kontaktową bramkę. Minutę później akcję strzałem wprost w bramkarza Tychów zakończył Laszkiewicz. Chwilę później przed szansą stanął obrońca JKH Vladimír Lukáčik, ale jego strzał zza zasłony złapał bramkarz tyszan. W 33 minucie na ławkę kar zostali odesłani dwaj hokeiści JKH. Vozdecký za spowodowanie upadku przeciwnika, a Ivan Jankovič za atak z tyłu. Przez dwie minuty tyszanie grali z przewagą dwóch zawodników, ale nie stworzyli żadnej sytuacji bramkowej. Po powrocie na lód indywidualną akcję przeprowadził Vozdecký, ale jego strzał obronił Murray. Na minutę przed końcem drugiej tercji napastnik tyszan Adam Bagiński znalazł się w dogodnej sytuacji do zdobycia gola, ale nie opanował skaczącego krążka. Ostatnią akcję w tej części gry przeprowadzili jastrzębianie. Bordowski zagrał do Pasia, który strącił krążek, ale obronił go Murray.
Trzecią tercję lepiej rozpoczęli tyszanie, którzy pierwsi stworzyli sytuację bramkową. Tuż nad poprzeczką strzelił Radosław Galant. Chwilę później za wystrzelenie krążka poza lodowisko karę otrzymał Kalinowski. Grający w przewadze stworzyli jedna okazję, ale akcję Laszkiewicza przerwał obrońca. W 44 minucie zza zasłony na bramkę strzelał Kogut, ale jego strzał został zablokowany. Minutę później przed szansą stanął Kalinowski, ale w dobrej sytuacji przestrzelił. W 48 minucie tyszanie zdobyli wyrównującego gola. Przy bandzie Witecki podał do Galanta, który wycofał krążek na linię niebieską do niepilnowanego Kalinowskiego. Wychowanek TKH Toruń oddał mocny strzał, który odbił przed siebie Fučík. Do krążka najszybciej dojechał Witecki i pokonał bramkarza jastrzębian. W kolejnych minutach obydwie drużyny stworzyły sobie kilka okazji do zdobycia gola. W 52 minucie strzelał Lukáčik, ale Murray obronił jego strzał. W odpowiedzi na bramkę jastrzębian uderzał Cichy, którego strzał kaskiem obronił Fučík. W 53 minucie przed szansą stanęli tyszanie, ale po strzale Komorskiego krążek trafił w słupek. W ostatniej minucie regulaminowego czasu gry akcję przeprowadzili jastrzębianie. Krążek w tercji rywali wywalczył Dominik Jarosz. Objechał bramkę i oddał niecelny strzał. Krążek jednak trafił na linię niebieską do Jana Homera. Obrońca JKH strzelił na bramkę, Murray odbił krążek i powstało duże zamieszanie przed bramką. Bliski zdobycia gola był Radosław Nalewajka, ale ostatecznie bramkarz GKS-u Tychy złapał krążek. Była to ostatnia sytuacja bramkowa w tej tercji. Wobec remisu została zarządzona 10 minutowa dogrywka w zestawieniu 4 na 4 hokeistów obydwu drużyn. Pierwszą akcję w tej części gry zainicjował GKS. Na bramkę strzelał Galant, ale trafił prosto w bramkarza. W odpowiedzi akcję stworzyli hokeiści JKH. Krążek w tercji tyszan wywalczył Łukasz Nalewajka, podał na środek do Pasia, którego strzał z problemami obronił Murray. Chwilę później po wygranym buliku mocno, ale niecelnie strzelał Jakub Kubeš. W 66. minucie akcję zakończoną strzałem przeprowadził Jan Homer, ale jego strzał obronił Murray. Na 20 sekund przed zakończeniem dogrywki dogodną okazję zmarnował Laszkiewicz, który będąc sam przed bramką przestrzelił. Dogrywka zakończyła się bezbramkowo i sędziowie zarządzili serię rzutów karnych. Jako pierwszy najazd wykonywał Michael Cichy. Napastnik tyszan zrobił zwód w prawą stronę i strzelił pomiędzy parkanami bramkarza dając GKS-owi prowadzenie. W drużynie JKH jako pierwszy rozpoczął Richard Bordowski, ale jego strzał obronił Murray. Następnie najazd wykonał Kamil Kalinowski, który próbował strzelić w lewy dolny róg bramki, ale Fučík obronił jego strzał.

### Frekwencja
Frekwencja podczas meczów Pucharu Polski w Krakowie była wysoka, jednak żadne z trzech spotkań nie oglądał komplet publiczności. Najwięcej kibiców oglądało spotkanie finałowe pomiędzy ComArch Cracovią a GKS Tychy. W hali o pojemności 2500 miejsc siedzących zasiadło 2300 kibiców. Najniższą frekwencję zanotowano podczas meczu półfinałowego między GKS Tychy a JKH GKS Jastrzębie. Na tym spotkaniu obecnych było 800 kibiców. Drugie spotkanie półfinałowe ComArch Cracovii z Tauronem KH GKS Katowice z trybun oglądało 1500 kibiców.

### Nagrody i wyróżnienia
Główną nagrodą za wygranie turnieju finałowego było trofeum Puchar Polski. Organizatorzy nie przyznali nagrody finansowej zwycięzcy choć przewidywał to regulamin rozgrywek. Po każdym meczu trenerzy wybierali jednego najlepszego zawodnika w swojej drużynie, który był nagradzany. Nagrody indywidualne ufundował patron rozgrywek firma Lotto. W pierwszym spotkaniu półfinałowym wyróżnieni zostali Jakub Witecki z GKS-u Tychy oraz Leszek Laszkiewicz z JKH GKS Jastrzębie. W drugim meczu nagrody otrzymali Tomáš Sýkora z Cracovii i Jesse Rohtla z GKS-u Katowice. Po meczu finałowym trenerzy wybrali najlepszymi graczami: Jakuba Witeckiego z GKS-u Tychy oraz Filipa Drzewieckiego z Cracovii.

## Wyniki

### Półfinały
| 27 grudnia 2017 | GKS Tychy | 3:2 pk. | JKH GKS Jastrzębie | Lodowisko im. Adama „Rocha” Kowalskiego, Kraków |

| Szczegóły      | Szczegóły | Szczegóły                 | Szczegóły | Szczegóły                                                                                                |
| -------------- | --- | ------------------------- | --- | --- |
| Godzina: 16:30 | (I. Kaznadziej – B. Ciura) J. Witecki (PP) 28:05 (R. Galant – K. Kalinowski) J. Witecki (EQ) 47:48 M. Cichy (SO) 65:00                                                                                                 | (0:2, 1:0, 1:0, 0:0, 2:0) | 01:21 (PP) R. Bordowski (L. Laszkiewicz – M. Vozdecký) 11:47 (EQ) M. Vozdecký | Widzów: 800 Sędzia główny: Przemysław Kępa Tomasz Radzik Sędziowie liniowi: Paweł Kosidło Rafał Noworyta |
| Godzina: 16:30 | 8 min. kar |                           | 22 min. kar | Widzów: 800 Sędzia główny: Przemysław Kępa Tomasz Radzik Sędziowie liniowi: Paweł Kosidło Rafał Noworyta |
| Godzina: 16:30 | Skład: Murray – Pociecha, Ciura, Galant, K. Kalinowski (4), Witecki – M. Bryk, Górny, Gościński, Rzeszutko, Bagiński – Kolarz, Kaznadziej (2), Kolanos, Cichy, Szczechura – Kotlorz, Gazda, Jeziorski, Komorski, Kogut |                           | Skład: Fučík – Kubeš, I. Jankovič (12), L. Laszkiewicz, Paś, Vozdecký (2) – Lukáčik, Homer, K. Bryk (2), Kulas, Bordowski – Bigos (2), Gimiński, Ł. Nalewajka, Wróbel, R. Nalewajka – Michałowski, Matusik, Świerski (4), Jarosz, Pelaczyk | Widzów: 800 Sędzia główny: Przemysław Kępa Tomasz Radzik Sędziowie liniowi: Paweł Kosidło Rafał Noworyta |

| 27 grudnia 2017 | ComArch Cracovia | 6:2 | Tauron KH GKS Katowice | Lodowisko im. Adama „Rocha” Kowalskiego, Kraków |

| Szczegóły      | Szczegóły | Szczegóły       | Szczegóły | Szczegóły |
| -------------- | --- | --------------- | --- | --- |
| Godzina: 20:15 | (B. Dąbkowski) T. Sýkora (EQ) 02:26 (T. Sýkora – P. Kalus) L. Zíb (EQ) 18:08 (P. Kalus– P. Šinágl) L. Zíb (PP) 19:55 (P. Šinágl – P. Novajovský) T. Sýkora (PP) 29:04 F. Drzewiecki (SH) 52:15 D. Kapica (EQ) 53:22                          | (3:2, 1:0, 2:0) | 00:50 (EQ) M. Strzyżowski (P. Wronka) 17:32 (EQ) D. Majoch (Ma. Rybak – M. Rybak) | Widzów: 1500 Sędzia główny: Paweł Meszyński Maciej Pachucki Sędziowie liniowi: Wojciech Moszczyński Sławomir Szachniewicz |
| Godzina: 20:15 | 22 min. kar |                 | 8 min. kar | Widzów: 1500 Sędzia główny: Paweł Meszyński Maciej Pachucki Sędziowie liniowi: Wojciech Moszczyński Sławomir Szachniewicz |
| Godzina: 20:15 | Skład: Radziszewski – Zíb, Novajovský, Sýkora, Šinágl, Kalus (2) – Rompkowski, Noworyta, Urbanowicz, Bryniczka, Drzewiecki (12) – Kruczek, Wajda (2), Da Costa, Dziubiński, Kapica – Dąbkowski, Dutka (2), Paczkowski (2), Zygmunt, Domogała |                 | Skład: Kosowski – Wanacki, Čakajík, Strzyżowski (2), Rohtla, Themár – Devečka (2), Martinka, Malasiński, Wronka, Fraszko – Rąpała, Grof (2), Nahunko (4), Sawicki, Dalidowicz – Krawczyk, Majoch, Michał Rybak, Maciej Rybak, Krężołek | Widzów: 1500 Sędzia główny: Paweł Meszyński Maciej Pachucki Sędziowie liniowi: Wojciech Moszczyński Sławomir Szachniewicz |

### Finał
| 28 grudnia 2017 | ComArch Cracovia | 5:6 pd. | GKS Tychy | Lodowisko im. Adama „Rocha” Kowalskiego, Kraków |

| Szczegóły      | Szczegóły | Szczegóły            | Szczegóły | Szczegóły |
| -------------- | --- | -------------------- | --- | --- |
| Godzina: 17:30 | (P. Kalus – T. Sýkora) P. Šinágl (EQ) 07:29 (D. Kapica – M. Kruczek) T. Da Costa (PP) 33:16 (F. Drzewiecki – M. Rompkowski) M. Urbanowicz (EQ) 48:08 (T. Sýkora – P. Kalus) P. Šinágl (EQ) 56:20 F. Drzewiecki (EQ) 57:26           | (1:0, 1:0, 3:5, 0:1) | 41:33 (PP) A. Bagiński (K. Kolanos – J. Rzeszutko) 49:20 (SH) R. Galant (J. Witecki) 53:51 (EQ) J. Witecki (K. Górny – K. Kalinowski) 54:30 (EQ) M. Gościński (A. Bagiński – J. Rzeszutko) 58:51 (EQ) B. Pociecha (J. Witecki – B. Ciura) 75:10 (EQ) M. Cichy (M. Bryk) | Widzów: 2300 Sędzia główny: Przemysław Kępa Paweł Meszyński Sędziowie liniowi: Wojciech Moszczyński Sławomir Szachniewicz |
| Godzina: 17:30 | 10 min. kar |                      | 10 min. kar | Widzów: 2300 Sędzia główny: Przemysław Kępa Paweł Meszyński Sędziowie liniowi: Wojciech Moszczyński Sławomir Szachniewicz |
| Godzina: 17:30 | Skład: Radziszewski – Zíb, Novajovský, Sýkora (2), Šinágl, Kalus – Rompkowski, Noworyta, Urbanowicz, Bryniczka (4), Drzewiecki (2) – Kruczek, Wajda, Da Costa, Dziubiński, Kapica – Dąbkowski, Dutka, Paczkowski, Zygmunt, Domogała |                      | Skład: Murray – Pociecha, Ciura, Galant, K. Kalinowski, Witecki – M. Bryk, Górny, Gościński, Rzeszutko, Bagiński (2) – Kolarz (6), Kaznadziej, Kolanos, Cichy, Szczechura – Kotlorz (2), Jeziorski, Komorski, Kogut, Woźnica                                            | Widzów: 2300 Sędzia główny: Przemysław Kępa Paweł Meszyński Sędziowie liniowi: Wojciech Moszczyński Sławomir Szachniewicz |

## Statystyki
Łącznie w trzech spotkaniach Pucharu Polski zawodnicy czterech drużyn strzelili dwadzieścia cztery gole. Siedemnastu hokeistów zdobyło przynajmniej jedną bramkę. Królem strzelców turnieju finałowego został napastnik GKS-u Tychy, Jakub Witecki, który trzykrotnie wpisywał się na listę strzelców. Najlepiej asystującym zawodnikiem w turnieju był gracz ComArch Cracovii Tomáš Sýkora, który zanotował 4 kluczowe podania. Łącznie punkty za asystę zdobyło dwudziestu czterech hokeistów. Najwięcej, bo 14 minut na ławce kar przesiedział hokeista Cracovii Filip Drzewiecki. Najlepszym bramkarzem został Tomáš Fučík z JKH GKS Jastrzębie, który obronił 35 z 37 strzałów, co dało mu 96% skuteczności.
| Lp. | Zawodnik            | Narodowość        | Klub                   | Mecze | Punkty | Bramki | Asysty | Minuty kar | +/− |
| --- | ------------------- | ----------------- | ---------------------- | ----- | ------ | ------ | ------ | ---------- | --- |
| 1.  | Jakub Witecki       | Polska            | GKS Tychy              | 2     | 5      | 3      | 2      | 0          |     |
| 2.  | Tomáš Sýkora        | Słowacja          | MKS ComArch Cracovia   | 2     | 5      | 2      | 3      | 2          |     |
| 3.  | Petr Šinágl         | Czechy            | MKS ComArch Cracovia   | 2     | 4      | 2      | 2      | 0          |     |
| 4.  | Petr Kalus          | Czechy            | MKS ComArch Cracovia   | 2     | 4      | 0      | 4      | 2          |     |
| 5.  | Filip Drzewiecki    | Polska            | MKS ComArch Cracovia   | 2     | 3      | 2      | 1      | 14         |     |
| 6.  | Lukáš Zíb           | Czechy            | MKS ComArch Cracovia   | 2     | 2      | 2      | 0      | 0          |     |
| 7.  | Adam Bagiński       | Polska            | GKS Tychy              | 2     | 2      | 1      | 1      | 2          |     |
| 8.  | Radosław Galant     | Polska            | GKS Tychy              | 2     | 2      | 1      | 1      | 0          |     |
| 9.  | Damian Kapica       | Polska            | MKS ComArch Cracovia   | 2     | 2      | 1      | 1      | 0          |     |
| 10. | Martin Vozdecký     | Czechy            | JKH GKS Jastrzębie     | 1     | 2      | 1      | 1      | 2          |     |
| 11. | Bartosz Ciura       | Polska            | GKS Tychy              | 2     | 2      | 0      | 2      | 0          |     |
| 12. | Kamil Kalinowski    | Polska            | GKS Tychy              | 2     | 2      | 0      | 2      | 4          |     |
| 13. | Jarosław Rzeszutko  | Polska            | GKS Tychy              | 2     | 2      | 0      | 2      | 0          |     |
| 14. | Richard Bordowski   | Czechy            | JKH GKS Jastrzębie     | 1     | 1      | 1      | 0      | 0          |     |
| 15. | Michael Cichy       | Stany Zjednoczone | GKS Tychy              | 2     | 1      | 1      | 0      | 0          |     |
| 16. | Teddy Da Costa      | Francja           | MKS ComArch Cracovia   | 2     | 1      | 1      | 0      | 0          |     |
| 17. | Mateusz Gościński   | Polska            | GKS Tychy              | 2     | 1      | 1      | 0      | 0          |     |
| 18. | Dawid Majoch        | Polska            | Tauron KH GKS Katowice | 1     | 1      | 1      | 0      | 0          |     |
| 19. | Bartłomiej Pociecha | Polska            | GKS Tychy              | 2     | 1      | 1      | 0      | 0          |     |
| 20. | Marek Strzyżowski   | Polska            | Tauron KH GKS Katowice | 1     | 1      | 1      | 0      | 2          |     |
| 21. | Maciej Urbanowicz   | Polska            | MKS ComArch Cracovia   | 1     | 1      | 1      | 0      | 0          |     |
| 22. | Mateusz Bryk        | Polska            | GKS Tychy              | 2     | 1      | 0      | 1      | 0          |     |
| 23. | Bartosz Dąbkowski   | Polska            | MKS ComArch Cracovia   | 2     | 1      | 0      | 1      | 0          |     |
| 24. | Kamil Górny         | Polska            | GKS Tychy              | 2     | 1      | 0      | 1      | 0          |     |
| 25. | Ilja Kaznadziej     | Białoruś          | GKS Tychy              | 2     | 1      | 0      | 1      | 2          |     |
| 26. | Krystofer Kolanos   | Kanada            | GKS Tychy              | 2     | 1      | 0      | 1      | 2          |     |
| 27. | Maciej Kruczek      | Polska            | MKS ComArch Cracovia   | 2     | 1      | 0      | 1      | 2          |     |
| 28. | Leszek Laszkiewicz  | Polska            | JKH GKS Jastrzębie     | 1     | 1      | 0      | 1      | 0          |     |
| 29. | Peter Novajovský    | Słowacja          | MKS ComArch Cracovia   | 2     | 1      | 0      | 1      | 0          |     |
| 30. | Mateusz Rompkowski  | Polska            | MKS ComArch Cracovia   | 2     | 1      | 0      | 1      | 0          |     |
| 31. | Maciej Rybak        | Polska            | Tauron KH GKS Katowice | 1     | 1      | 0      | 1      | 0          |     |
| 32. | Michał Rybak        | Polska            | Tauron KH GKS Katowice | 1     | 1      | 0      | 1      | 0          |     |
| 33. | Patryk Wronka       | Polska            | Tauron KH GKS Katowice | 1     | 1      | 0      | 1      | 0          |     |